# Isle of Harris Distillery
Die Isle of Harris Distillery ist eine 2015 gegründete Brennerei in Tarbert auf Harris in den Äußeren Hebriden. Sie stellt außer Whisky auch Gin her. Neben der Abhainn Dearg Distillery ist sie eine der beiden Whiskybrennereien der Insel Lewis and Harris.

## Geschichte
Im Jahr 2011 begannen mit Unterstützung der Lokalregierung (Comhairle nan Eilean Siar) Planungen für eine neue Brennerei. Das Gebäude wurde vom Architekturbüro John R. Coleman Architects entworfen und kostete 10 Millionen Pfund Sterling, von denen 2,8 Millionen die schottische Regierung übernahm. Die Brennerei wurde im Oktober 2015 eröffnet und begann im Dezember 2015 mit der Produktion.
Eine der Hauptintentionen zur Eröffnung der Destillerie war das Bestreben, jungen Menschen Arbeit zu geben, damit sie nicht die Insel verlassen müssen, um anderswo Arbeit zu finden. „Over the decades, our island has suffered from a long-term decline in population, our community’s numbers having halved over the last fifty years“ („seit Jahrzehnten leidet unsere Insel unter einem Rückgang der Bevölkerung, die Einwohnerzahl unserer Gemeinschaft hat sich in den letzten 50 Jahren halbiert“), hieß es. Bei der Eröffnung arbeiteten 10 Personen in der Brennerei, 2024 sind es bereits mehr als 50, die eine feste Stelle haben, was bei einer Gesamtbevölkerung von rund 2000 Menschen eine nennenswerte Zahl ist. Neben den direkten Arbeitsplätzen und den Einnahmen durch die Produkte zieht die Brennerei auch Touristen an. Im Jahr 2024 waren es über 100.000, was auch zur Verbesserung der wirtschaftlichen Lage der Insel führte.

## Produktion
Die Brennerei hat einen Maischebottich aus rostfreiem Stahl mit einer Kapazität von 1,2 Tonnen und acht Gärbottiche aus Douglasienholz. Destilliert wird mit einer Grobbrandblase (Wash Still) mit 7.000 l Volumen und einer Feinbrandblase (Spirit Still) „Eva“ mit 5000 l Fassungsvermögen, die von dem italienischen Hersteller Frilli geliefert wurden. Der Whisky reift in zwei Lagerhäusern auf dem Werksgelände. 2021 gab die Brennerei bekannt, dass sie ihren Whisky und Gin in wiederbefüllbaren Flaschen vermarkten werde.

## Besichtigungen
Die Brennerei unterhält ein Besucherzentrum, in dem Besuchertouren gebucht werden können. In den ersten beiden Jahren des Bestehens besuchten 144.000 Personen die Brennerei, unter denen auch der damalige Prince of Wales Charles war. Auf dem Werksgelände gibt es Gemeinschaftsräume für kulturelle Aktivitäten von Künstlern und Schulklassen.

## Produkte
2023 wurde mit „The Hearach“ (gälische Bezeichnung für die Bewohner von Harris) der erste Whisky auf den Markt gebracht. Neben dem Whisky wird auch Gin produziert. Die Brennerei hat in den ersten zwei Jahren ihres Bestehens bereits 17 Auszeichnungen (Awards) erhalten.